# Julie Otsuka
Julie Otsuka (大塚), född den 15 maj 1962 i Palo Alto i Kalifornien, är en japansk-amerikansk romanförfattare. Otsuka är känd för sina historiska berättelser som bygger på japanska invandrare i USA. Hon är bosatt i New York. Hon är syster till filosofen Michael Otsuka.

## Tidiga år
Otsuka växte upp med två yngre bröder i Kalifornien. Hennes föräldrar var japanska invandrare, fadern i första generationen (issei) och modern i andra generationen (nisei). Fadern arbetade inom ingenjör inom flyg- och rymdteknik och modern var laboratoriebiträde. När hon var nio år flyttade familjen till Palos Verdes. Efter examen från high school gick Otsuka på Yale University och tog en B.A. 1984. Hon var helt inriktad på att bli konstnär och fortsatte senare till Columbia University där hon med hjälp av ett Guggenheim-stipendium kunde skaffa sig en Master-examen ”Fine Arts”, 1999. Först mot slutet av den utbildningen började hon skriva.

## Litterär karriär
Julie Otsuka debuterade 2002 med kortromanen När kejsaren var gudomlig (When the Emperor Was Divine) som fick stor uppmärksamhet och bland annat belönades med Asian American Literary Award. När kejsaren var gudomlig handlar om interneringen av den japansk-amerikanska befolkningen.
Julie Otsukas andra roman Vi kom över havet (The Buddha in the Attic) är berättad i vi-form och ger röst åt de så kallade "postorderbrudarna" som i början av 1900-talet migrerade till USA för att gifta sig med japanska landsmän. Boken följer kvinnornas hårda liv i det nya landet, och slutar där hennes första roman börjar: med tvångsinterneringen av den japanska befolkningen. 
Otsukas senaste roman, Simmarna (The Swimmers) från 2022 är också berättad mestadels i vi-form och handlar om livet i en lokal simhall, där besökarna en dag upptäcker en spricka på bassängens botten. I bokens andra hälft urskiljs en huvudperson, Alice, som i sin demens söker sig bakåt i minnet, till barndomen och tiden i interneringslägret.

## Mottagande
Debutromanen uppmärksammades och renderade ett par priser 2003. Vi kom över havet har belönats med The PEN/Faulkner Award for Fiction och Prix Femina Étranger, samt nominerats till National Book Award.
Den svenska översättningen har recenserats på kultursidorna i Svenska Dagbladet, Göteborgsposten , Expressen och Dagens Nyheter (2012-12-01).